# Sulfametossazolo
 Sulfametossazolo è un principio attivo della classe dei sulfamidici.

## Indicazioni
Viene utilizzato in combinazione con trimetoprim, per curare infezioni delle vie urinarie, otite media e shigellosi, e polmonite interstiziale da Pneumocystis jirovecii. La combinazione prende il nome di cotrimossazolo.

## Controindicazioni
Controindicato in bambini con meno di due anni e nella gravidanza

## Effetti indesiderati
Alcuni degli effetti indesiderati sono  nausea, febbre, cristalluria, esantemi, sindrome di Stevens-Johnson (eritema essudativo multiforme).